# Донецкая автобаза треста «Главдонбасстрой»

Микроавтобус «Донбасс»

Донецкая автобаза треста «Главдонбасстрой» крупнейшее автотранспортное предприятие Украинской ССР. Также предприятие известно производством на своих ремонтных мощностях микроавтобусов «Донбасс».
Автобаза называлась Донецкое Автообъединение #1 Минтяжстроя УССР, Мушкетовская автобаза.
На сегодня  это ЧАО Мушкетовская автобаза.
После Антонова директором стал Быстрицкий Леонид Исакович. Основным направлением предприятия были и остаются автомобильные перевозки!

## История предприятия
Трест «Главдонбасстрой» был создан в 1946 г. В составе треста было организовано автохозяйство, которое к началу 1960 гг. стало крупнейшим автотранспортным предприятием региона. Автобаза насчитывала порядка 1000 машин и имела значительные производственные мощности для ремонта подвижного состава.
В 1964 г. в Донецкий совнархоз перевели А. С. Антонова, известного как организатора производства микроавтобусов «Старт» на Северодонецкой авторемонтной базе. «Старт» был любимым детищем Антонова, и он приложил все усилия, чтобы организовать производство микроавтобусов под своим началом на новом месте.
Подходящие производственные площади удалось найти в одном из ремонтных цехов автобазы треста «Главдонбасстрой». По настоянию Антонова с Северодонецкой авторемонтной базы на автобазу «Главдонбасстроя» был передан комплект оснастки для производства кузовов «Старта». Она несколько отличалась от применяемой в Северодонецке, поскольку макет кузова не сохранился, и контрформа была изготовлена по готовому кузову «Старта». Но организовать централизованные поставки необходимых для производства микроавтобуса агрегатов М-21 «Волга» с ГАЗа не удалось. Поэтому изготовление микроавтобусов стало ориентироваться на конкретные заказы от организаций, при условии  предоставления ими всех необходимых агрегатов ГАЗ-21. Микроавтобусы, построенные в Донецке, получили собственное имя – «Донбасс», хотя внешне отличались от «Стартов» только эмблемой на капоте. Из-за ограниченных и неритмичных поставок агрегатов ГАЗ-21 производство «Донбассов» было эпизодическим, и всего их построили порядка 10 экземпляров.

## Продукция
- Микроавтобус «Донбасс» (Фото)